# Katholieke emancipatie in Ierland
De katholieke emancipatie in Ierland was een maatschappelijk en juridisch proces in het toenmalige Koninkrijk Ierland en Koninkrijk Groot-Brittannië en het latere Verenigd Koninkrijk van Groot-Brittannië en Ierland in de late 18e en vroege 19e eeuw waarbij langzaamaan de restricties tegen rooms-katholieken, die waren opgelegd door de Act of Uniformity 1662, de Test Acts en de Penal Laws, werden verminderd of ingetrokken. De verplichting om de tijdelijke en geestelijke autoriteit van de paus en de transsubstantiatie af te zweren, was een welbewuste maatregel om rooms-katholieken te weren uit openbare functies en de overheid.
Na de dood van James Francis Edward Stuart in januari 1776 erkende de Heilige Stoel het Huis Hannover als wettige machthebbers van Engeland, Schotland en Ierland, na een periode van 70 jaar van niet-erkenning. Na deze erkenning begon een langzaam proces om de Penal Laws te ontmantelen. De meest belangrijke maatregel was de zogenoemde "Roman Catholic Relief Act 1829", die veel restricties die waren opgelegd aan de Katholieke Kerk in Groot-Brittannië ophief.